# José Antonio Barrios
 (septembre 2014).
Si vous disposez d'ouvrages ou d'articles de référence ou si vous connaissez des sites web de qualité traitant du thème abordé ici, merci de compléter l'article en donnant les références utiles à sa vérifiabilité et en les liant à la section « Notes et références ».
José Antonio Barrios, né le 21 mars 1949 à Santa Cruz de Tenerife (Îles Canaries, Espagne), est un footballeur espagnol reconverti en entraîneur.

## Biographie
José Antonio Barrios joue au cours de sa carrière de footballeur avec le CD Tenerife, le Grenade CF, le FC Barcelone et l'Hércules d'Alicante. Il prend part aux Jeux olympiques d'été de 1968. Il joue un match contre le Japon lors du tournoi.
Après sa carrière de joueur, il se reconvertit en entraîneur et en directeur sportif. À Tenerife, il est un des responsables de la résurrection du club dans les années 1980 qui lui permet de remonter en première division.
Il prend en charge l'équipe première de Tenerife au milieu de la saison 2004-2005. Il est limogé la saison suivante.